# Herrengosserstedt
Herrengosserstedt este o comună din landul Saxonia-Anhalt, Germania.